# 茶粄

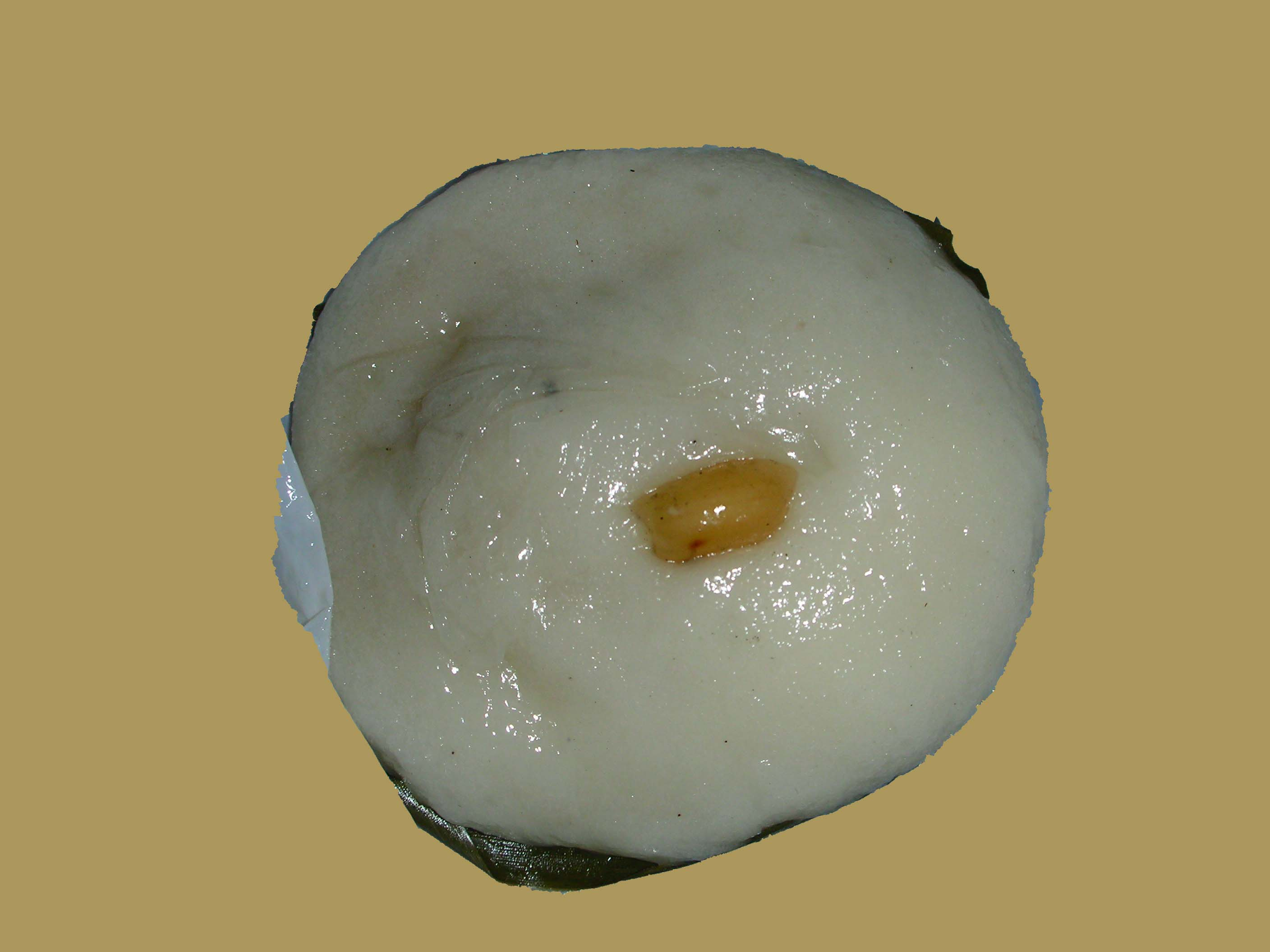
香港大澳「隱姑婆婆」茶粿

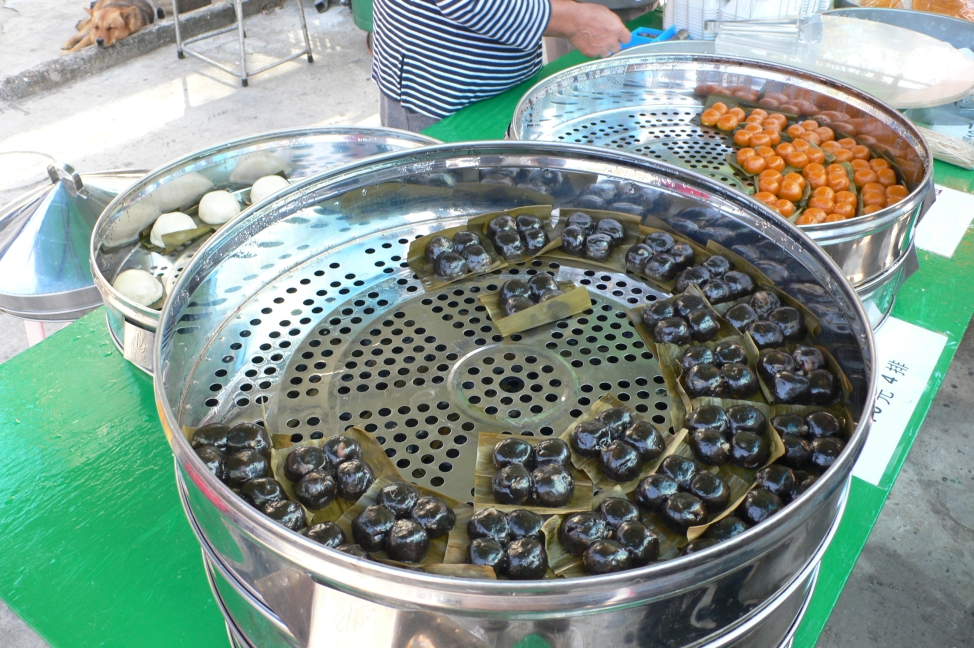
香港吉澳的雞屎藤茶果，後面橙色的是南瓜茶果

茶粄或稱茶粿、茶果，是广东、香港及台灣等華南地區的傳統小食，有粤式茶粿和客家茶粄。

## 記載
蕭梁時代的《荊楚歲時記》(成書於501-565年間)如此記載：「三月三日，取麴汁、蜜和粉，謂之龍舌，以厭時氣。麴耳草，俗呼茸母。《宋宗詩》茸母初生認禁煙。」
農曆三月三日，人們會把麴汁、蜜，混和米粉，製作一種叫「龍舌」的食品。因為那時候的粿是像舌頭的形狀，故人們叫它做「龍舌」。而「蜜」就是糖漿，「麴」就是「鼠麴草」。「鼠麴草」的葉子形狀好像「鼠耳」，所以又叫做「鼠耳草」。《荊楚歲時記》說當時的人食用它以「厭時氣」，大概服用粿是有去除暑濕的保健作用。事實上，根據《全國中草藥匯編》說，鼠麴草的確能治療風濕腰腿痛，具有藥用價值。至今，在製作茶粿時，也會用上它。

## 製作
材料主要是糯米粉團，當中加入茶葉粉末、艾草、苧麻或雞屎藤搗碎之葉，使其帶有清香，另可在粉團混入南瓜或紅菜頭等食材，或其他食材製作出不同顏色及味道的茶果。餡料可選擇甜味或鹹味，甜餡料主要是豆沙、花生、芝麻或眉豆，而鹹餡料通常是眉豆、綠豆、炒豬肉、炒香菇、蝦米或鹹鴨蛋。

## 售賣
昔日茶果曾是常見的小吃，但時至今日這種小吃已經式微，僅在部分地區，例如元朗、西貢、南丫島和大澳仍有店鋪或攤檔製作及售賣茶果。